# Psycho Circus Tour
Psycho Circus Tour  var en turné av gruppen Kiss under perioden 1998-2000. Det finns även en DVD (släppt 2005) som är inspelad i Argentina 1999. Kiss gjorde med denna turné världens första 3D-turné. 

## Avslutningkonserten
När man avslutade Psycho Circus-turnén i Mexiko klippte Paul Stanley av sig sitt hår efter konserten. Dagen efter flög han direkt till Toronto i Kanada för att starta repetitionerna inför musikalen Phantom of the Opera. Förband just denna kväll var Rammstein.

## Spellista
1. Psycho Circus
2. Shout It Out Loud
3. Deuce
4. Do You Love Me?
5. Firehouse
6. Shock Me
7. Let Me Go, Rock 'N Roll
8. Calling Dr. Love
9. Into The Void
10. King Of The Night Time World
11. God Of Thunder
12. Within
13. I Was Made For Lovin' You
14. Love Gun
15. 100,000 Years
16. Rock And Roll All Nite
17. Beth
18. Detroit Rock City
19. Black Diamond

## Turnédatum
1998: 
- 31.10.98, Los Angeles, CA, USA, Dodger Stadium (enda showen med cirkus)
- 12.11.98, Boston, MA, USA, Fleet Center
- 13.11.98, Boston, MA, USA, Fleet Center
- 15.11.98, Albany, NY, USA, Pepsi Arena
- 16.11.98, Portland, ME, USA, Cumberland County Civic Center
- 18.11.98, State Collage, PA, USA, Bryce Jordan Center
- 19.11.98, Washington DC, WA, USA, MCI Center
- 21.11.98, Philadelphia, PA, USA, First Union Center
- 22.11.98, East Rutherford, NJ, USA, Continental Airlines Arena
- 23.11.98, New York, NY, USA, Madison Square Garden
- 25.11.98, Hartford, CT, USA, Hartford Civic Center
- 27.11.98, Uniondale, NY, USA, Nassau Coliseum
- 28.11.98, Rochester, NY, USA, Blue Cross Arena
- 29.11.98, Buffalo, NY, USA, Marine Midland Arena
- 01.12.98, Montréal, QU, Kanada, Centre Molson
- 02.12.98, Toronto, ON, Kanada, Skydome
- 04.12.98, Pittsburgh, PA, USA, Civic Arena
- 05.12.98, Columbus, OH, USA, Schottenstein Center
- 06.12.98, Cleveland, OH, USA, Gund Arena
- 08.12.98, Charleston, WV, USA, Civic Center Coliseum
- 09.12.98, Lexington, KY, USA, Rupp Arena
- 11.12.98, Dayton, OH, USA, Ervin J. Nutter Center
- 12.12.98, Terre Haute, IN, USA, ISU Hulman Center (inspelad för Psycho Circus Live Bonus CD)
- 13.12.98, Indianapolis, IN, USA, Market Square Arena (inspelad för Psycho Circus Live Bonus CD)
- 15.12.98, Minneapolis, MN, USA, Target Center
- 16.12.98, Omaha, NE, USA, Omaha Civic Auditorium
- 18.12.98, Rockford, IL, USA, Metro Center
- 19.12.98, Cedar Rapids, IA, USA, Five Seasons Center
- 20.12.98, Milwaukee, WI, USA, Bradley Center
- 27.12.98, Madison, WI, USA, Dane County Expo Center
- 29.12.98, Chicago, IL, USA, Rosemont Horizon
- 30.12.98, Grand Rapids, MI, USA, Van Andel Arena
- 31.12.98, Detroit, MI, USA, The Palace of Auburn Hills

1999: 
- 02.01.99, Nashville, TN, USA, Nashville Arena
- 26.02.99, Helsingfors, Finland, Hartwell Arena
- 28.02.99, Oslo, Norge, Spectrum
- 02.03.99, Stockholm, Sverige, Globen
- 03.03.99, Stockholm, Sverige, Globen
- 04.03.99, Göteborg, Sverige, Scandinavium
- 05.03.99, Göteborg, Sverige, Scandinavium
- 07.03.99, Berlin, Tyskland, Velodrome
- 08.03.99, Cologne, Tyskland, Köln Arena
- 09.03.99, Frankfurt, Tyskland, Festhalle
- 11.03.99, Erfurt, Tyskland, Messehalle
- 12.03.99, Bremen, Tyskland, Stadthalle
- 13.03.99, Utrecht,Holland, Prins Van Oranjehal
- 15.03.99, Milano,Italien, Fila Forum
- 17.03.99, Wien, Österrike, Stadthalle
- 18.03.99, Prag, Tjeckien, Sports Hall
- 19.03.99, München, Tyskland, Olympiahalle
- 20.03.99, Stuttgart, Tyskland, Schleyerhalle
- 22.03.99, Paris, Frankrike, Bercy
- 23.03.99, Bryssel, Belgien, Forst National
- 25.03.99, London, England, Wembley Arena
- 27.03.99, Dortmund, Tyskland, Westfalenhalle
- 28.03.99, Kiel, Tyskland, Ostseehalle
- 10.04.99, Buenos Aires, Argentina, Estadio River Plate
- 15.04.99, Porto Alegre, Brasilien, Joquei Club Cristal
- 17.04.99, Sao Paulo, Brasilien, Autodromo De Interlagos
- 21.04.99, San Juan, Puerto Rico, Roberto Clemente Coliseum
- 24.04.99, Mexico City, Mexiko, Foro Sol
- 31.12.99, Vancouver BC, Kanada, B.C. Place Stadium

2000: 
- 03.01.00, Anchorage, AK, USA, Sullivan Sports Arena

## Medlemmar
- Gene Simmons - sång, elbas
- Paul Stanley - sång, gitarr
- Peter Criss - trummor, sång
- Ace Frehley - gitarr, sång